# 満洲産業開発五カ年計画
満洲産業開発五カ年計画（まんしゅうさんぎょうかいはつごかねんけいかく）とは、1937年（昭和12年）4月から開始された、満洲国における経済開発計画である。日本の統制経済とも連動した。

## 前史
満洲事変後、占領後の満洲経済建設の第1期として、1932年（昭和7年）1月に南満洲鉄道（満鉄）に経済調査会を設立させ、関東軍特務部の指導のもとで各種の立案業務を担当させた。その作業により1933年（昭和8年）3月「満洲国経済建設要綱」の立案のほか、平行して個別産業支配の各種特殊会社等の設立提案を経て、多数の特殊会社の設立を見た。これらの特殊会社の設立にあたっては、政府出資と満鉄出資に資金を依存した。他方、日本との関係では、1933年11月に関東軍特務部が作成し、1934年3月に閣議決定された「日満経済統制方策要綱」により、統制方針を打ち出した。さらに参謀本部作戦課長石原莞爾は、満洲経済建設の第2期として、満鉄に「日満財政経済研究会」を組織させ、軍需産業拡充計画を立案させ、参謀本部でも満洲国産業開発を強く主張し、対ソ戦準備のため必要な軍需品を満洲国で生産させるとの方針を主張した。この方針を受けて陸軍省は1936年8月に「満洲開発方策要綱」を決定した。それは満洲国において長期の財政および開発計画を樹立し、1940年頃までを第1期とするものであった。これが関東軍に示されると、関東軍も同年8月に「満洲国第2期経済建設要綱」を提出した。これにより1940年・1941年を目途とし、日本の在満兵備の充実増強に伴い日満共同防衛の実施を期するとし、産業5カ年計画、財政5カ年計画、特殊会社等の指導監督の方針の立案を急いだ。

## 同計画の策定と推進
1936年（昭和11年）の2・26事件以後日本は軍部主導のファッショ化、準戦時体制化に向かい急速に経済の軍事化を進めた。本計画は、満鉄「日満財政研究会」の案をもとに、関東軍、満洲国政府、満鉄の関係者による1936年10月の協議を経て具体化し、1937年（昭和12年）1月、関東軍の「満洲産業開発五カ年計画要綱」にて確定され、同年4月から開始されることになった。1937年2月に関東軍司令部が作成した計画要綱によれば、この政策の目標は、有事の際必要な資源の現地開発に重点をおき、あわせてできるだけ満洲国内の自給自足と日本の不足資源の供給を図るというものであった。端的にいえば、対ソ戦の経済基礎を構築することが目的である。そして、同計画は、満蒙開拓団に代表される日本人農業移民の計画的大量送出計画、ソ連国境地帯の戦略的整備と開発を目的とする北辺振興三カ年計画とならぶ「満洲国」の三大国策となり、さらには、1939年（昭和14年）からは日本の生産力拡充計画に組み込まれ、強力に推進されることになった。

## 同計画の具体的内容
同計画は鉱工業、農畜産業、交通通信、移民の4部門にわたり、それぞれ詳細な目標が立てられた。鉱工業では兵器、飛行機、自動車、車両等軍需産業の確立と、軍事的に重要な鉄や液体燃料の開発が目指された。1936年（昭和11年）の生産力や施設能力に対する5年後（1941年＝昭和16年）の目標数値を掲げている。計画完成時（1941年度）の生産能力の目標は、鉄鉱石、石炭、製鉄、液体燃料、兵器などでいずれも開始時に比して2から5倍に設定されていた。それまで満洲では生産が皆無だった生産項目も少なくない。
| 品目         | 単位         | 1936年末能力 | 1941年度目標 |
| ------------ | ------------ | ------------ | ------------ |
| 銑鉄         | トン         | 850,000      | 2,530,000    |
| 鉄塊         | トン         | 580,000      | 1,850,000    |
| 鋼材         | トン         | 400,000      | 1,500,000    |
| 石炭         | トン         | 11,700,000   | 27,160,000   |
| 石炭液化     | トン         | 0            | 800,000      |
| 頁岩油       | トン         | 145,000      | 800,000      |
| アルミニウム | トン         | 4,000,000    | 20,000,000   |
| 自動車       | 台           | 0            | 4,000        |
| 飛行機       | 台           | 0            | 340          |
| 電力         | キロワット   | 458,600      | 1,405,000    |
| 水稲         | トン         | 258,000      | 418,000      |
| 小麦         | トン         | 986,000      | 2,024,000    |
| 大豆         | トン         | 4,201,000    | 4,730,000    |
| 洋麻         | トン         | 7,200        | 23,100       |
| 綿羊         | 頭           | 3,012,000    | 4,202,000    |
| 馬           | 頭           | 1,900,000    | 2,302,000    |
| 鉄道         | キロメートル | 7,686        | 11,948       |

計画に要する資金は、総額約25億8000万円であり、鉱工業部門だけで約13億9000万円の巨額に達し、当時の満洲国の生産水準や日本の資金状況からみて極めて過大なものであった。政府と軍部は財閥を中心とする経済界に根回しし、長期資金の提供を任務とする満洲興業銀行を設立した。

## 計画の拡大
五カ年計画は実施前後から改定・拡大の必要が言われていたが、同計画は実施3カ月後の1937年（昭和12年）7月7日に盧溝橋事件の勃発により日中戦争が全面戦争化し、日本国内での生産力の拡充が迫られ、改定の機運が一気に高まった。これにより、日本からの対満要求も強まったため、根本から同計画を見直す必要が生じた。そのため、鉱工業部門を中心に、大拡張を迫られ、以下に見るように修正案が出されることになった。
| 品目         | 単位       | 1936年末能力 | 1941年度目標（当初案） | 1941年目標修正（修正案） | 対日供給量目標 |
| ------------ | ---------- | ------------ | ---------------------- | ------------------------ | -------------- |
| 銑鉄         | トン       | 850,000      | 2,530,000              | 4,500,000                | 1,520,000      |
| 鉄塊         | トン       | 580,000      | 1,850,000              | 3,160,000                | 1,120,000      |
| 鋼材         | トン       | 400,000      | 1,500,000              | 1,200,000                | なし           |
| 石炭         | トン       | 11,700,000   | 27,160,000             | 31,100,00                | 6,000,000      |
| 石炭液化     | トン       | 0            | 800,000                | 1,770,000                | なし           |
| 頁岩油       | トン       | 145,000      | 800,000                | 650,000                  | なし           |
| アルミニウム | トン       | 4,000,000    | 20,000,000             | 30,000,000               | 11,625,000     |
| 自動車       | 台         | 0            | 4,000                  | 50,000                   | なし           |
| 飛行機       | 台         | 0            | 340                    | 5,000                    | なし           |
| 電力         | キロワット | 458,600      | 1,405,000              | 2,570,550                | なし           |

この修正案は、目標値が当初案の1.5倍から2倍に拡張されており、対日供給量も示されるようになった。その一方で、交通通信、農畜産、移民の部門では、おおむね当初案のままであった。満洲経済の総合開発という当初案の視点が弱まり、軍需品生産による対日貢献の側面が強調されることになったのである。所要資金も25億8000万円から49億6000万円に膨張している。

## 同計画の後退
国共合作による中国側の本格的な抗戦により、日本側の予想に反し日中戦争が、拡大かつ長期化すると同計画にも矛盾と混乱が生ずるようになった。計画実現に必要な資金や資材の日本からの供給が困難になる一方で、長期消耗戦に直面した日本の軍需をまかなうため、「満洲国」に対する対日供給の要求は日に日に苛酷化した。そのため同計画4年目の1940年（昭和15年）度から「徹底的重点主義」に移り、最も重要な鉄鋼や石炭に増産努力を集中して、その他の部門は計画を縮小あるいは中止せざるを得なかった。この段階で同計画は、生産力の拡充という本来の目的を失い、現有設備での最大の生産をあげるという増産の強行にすぎなくなった。このことは必然的に、国策会社等の各生産部門における労働の強化と労働条件の悪化をもたらした。もともと本「満洲産業開発五カ年計画」をはじめとする日本側の「満洲国」に対する過剰な鉄道および重工業への投資は、総力戦体制構築という外的要因によって「満洲国」に対して押し付けられたものであって、その経営効率は一般に悪く、日本経済にとっても大きな負担となった。それゆえ1940年代になって、この方向は半ば放棄され、「満洲国」自体も「大東亜共栄圏」における食料供給基地という位置付けになっていくのである。